# Petroica fascinant
La petroica fascinant (Microeca fascinans) és un ocell de la família dels petròicids (Petroicidae).

## Hàbitat i distribució
Habita els boscos clars i sabanes al sud-est de Nova Guinea i Austràlia.